# Tortula austro-africana
Tortula austro-africana là một loài rêu trong họ Pottiaceae. Loài này được W.A. Kramer mô tả khoa học đầu tiên năm 1988.